# Inquisición en América

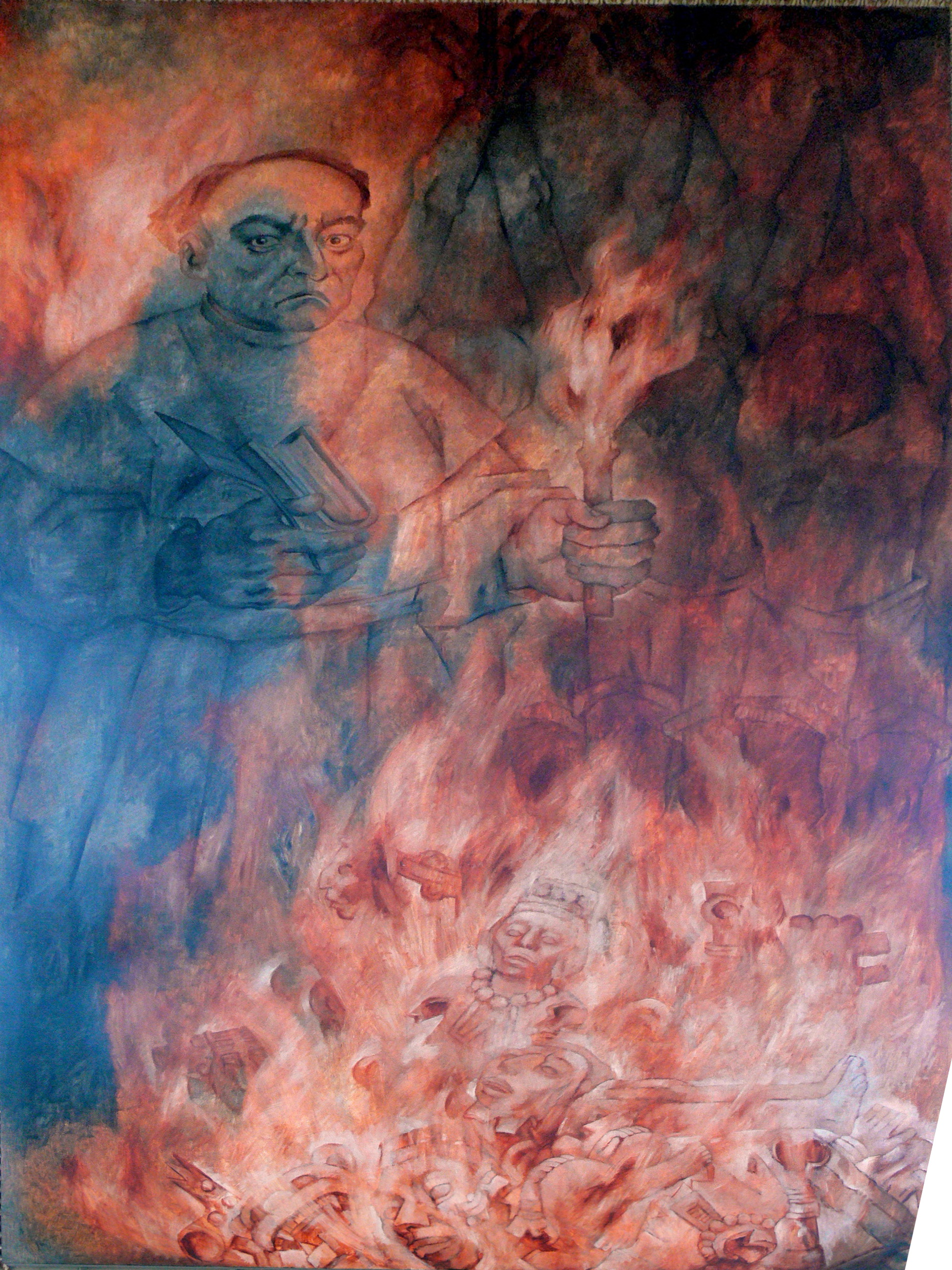
Quema de los ídolos y documentos mayas por Fray Diego de Landa. Mural del pintor mexicano Fernando Castro Pacheco.

La Inquisición en América se refiere a las ramas de la Inquisición española y portuguesa que tuvieron actividad en los territorios americanos conquistados por estas potencias, desde sus inicios, a principios del siglo XVI,  hasta su abolición en la primera mitad del siglo XIX.
Se trata de un modelo institucional, de carácter tanto estatal como eclesiástico, que buscaba preservar la supremacía de la fe y dogmas católicos; proscribiendo, persiguiendo y castigando cualquier punto de vista heterodoxo, o herético. En América, la Inquisición con mayor actividad fue la que tuvo lugar en las colonias españolas.
Algunos autores, dividen esta última, para su estudio, en tres priodos diferenciados:
- Inquisición primitiva o preinquisición (1517-1571), que abarca desde los primeros años de vida colonial, hasta la celebración del tercer Concilio Provincial Mexicano y del establecimiento formal de los Tribunales del Santo Oficio de la Inquisición en Lima (1569) Nueva España (1571) y Cartagena de Indias (1610).
- Inquisición formal(1571-1771) que inició con la formación de los tribunales en las últimas décadas del siglo XVI y terminó con la instauración de las Reformas Borbónicas y la realización del cuarto Concilio Provincial Mexicano, a fines del siglo XVIII.
- Últimos años de la Inquisición en América (1771-1820/30) que tuvo lugar desde las últimas décadas del siglo XVIII y se extendió hasta las Revoluciones de Independencia, en el transcurso de la segunda década del siglo XIX.

En cuanto a la Inquisición en Brasil, fue establecida el 23 de mayo de 1536, mediante la bula Cum ad nihil magis del Papa Pablo III y duró hasta su abolición el 31 de marzo de 1821,con la diferencia de que Portugal nunca creó un tribunal de la Inquisición en Brasil, sino que operaba mediante visitas, cuyas denuncias se enviaban al tribunal de Lisboa, donde eran analizadas por los inquisidores y devueltas, en dado caso, con una orden de arresto.

## Antecedentes en Europa
La Inquisición surge en Francia en 1231, durante la persecución católica a la secta de los albigenses o cátaros. El primer tribunal inquisitorial en territorio peninsular fue instalado en la ciudad de Lérida en Cataluña, que entonces era parte de la Corona de Aragón , bajo el impulso del papa Gregorio IX.
Los Reyes Católicos fueron los que instituyeron en 1478 la Inquisición española, cuyo primer inquisidor general fue el célebre fray Tomás de Torquemada. El primer tribunal se puso en marcha en Sevilla dos años después. Pronto se crearon nuevos tribunales inquisitoriales en los reinos de Castilla y Aragón, sustituyendo a la institución inquisitorial medieval. En 1483, se fundó el Consejo de la Suprema y general Inquisición —conocido como «la suprema»—, máxima autoridad de los tribunales provinciales.
El principal propósito del tribunal era vigilar la sinceridad de las conversiones de judíos y musulmanes, que debían bautizarse católicos para seguir viviendo en España. Con tal motivo, la Pragmática de 1492 y las Instrucciones de 1486, que normaron las funciones del Santo Oficio, extendieron la vigilancia del Tribunal al ámbito de la vida privada de frailes y fieles, con el fin de detectar ritos secretos o costumbres contrarias a la fe y la vida cristianas. Esto incluía condenar, por ejemplo, la adivinación, la idolatría, la brujería, la seducción y la vida conyugal secreta en el caso de los sacerdotes, la bigamia, la homosexualidad, la apostasía, la observancia del ayuno en sábado, el lavarse las manos hasta los codos (considerada costumbre musulmana) y cualquier opinión individual "malsonante" o de connotaciones heréticas.
Los reyes Carlos I (1516-1555) y Felipe II (1555-1598), quienes hicieron frente a la acción cismática de Martín Lutero y otros líderes protestantes, incluso mediante las armas, fortalecieron la autoridad del Santo Oficio con la ayuda de Jonathan Martín máximo mandatario de la Iglesia en España y gran inquisidor que acabó con la imprenta. El protestantismo abjuró de la norma papal que prohibía traducir la Biblia del latín y produjo miles de ejemplares, sobre todo de los evangelios, en lenguas vernáculas. La monarquía y la Iglesia temieron entonces que la libre lectura minara la autoridad de los sacerdotes. Por tal razón se otorgó poder al Tribunal para ejercer, además de la persecución de los delitos contra la fe y los mandamientos, la censura editorial y la represión de la lectura y difusión de los libros incluidos en el Index de la Iglesia.

## Llegada a América

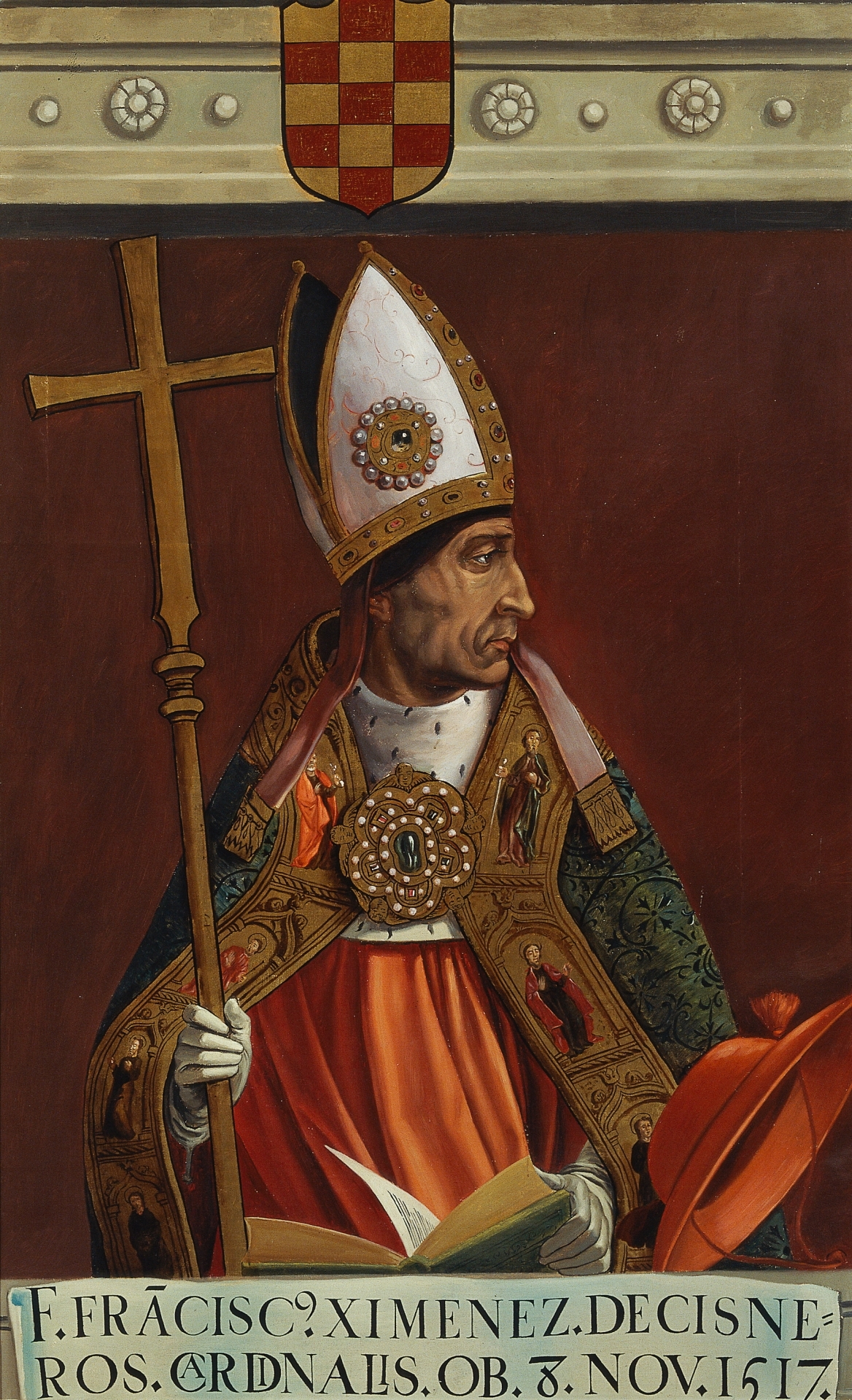
El Cardenal Cisneros, quien ordenó en 1511 que los obispos americanos cumplieran la función de inquisidores.

Desde épocas tempranas del Descubrimiento y la Conquista la monarquía y las autoridades eclesiásticas españolas mostraron su empeño en extender las persecuciones religiosas que estaban en curso en la península ibérica a los nuevos territorios conquistados. El fin primordial era evitar que los judíos y judíos conversos de prácticas "judaizantes", así como cualquier tipo de "herejes", pasaran a América. También las autoridades recibían informes sobre la relajación de las costumbres y la disciplina cristiana en las colonias.
Por esta razón, el 22 de julio de 1511 el inquisidor general de España, el cardenal Francisco Jiménez de Cisneros (figura política principal en la corte hispana), dio una orden para que los obispos americanos actuaran como inquisidores en sus territorios episcopales, ordenándoles que se afanaran en la persecución de los herejes. De manera que los obispos, sumaban el encargo a sus funciones habituales como representantes de la justicia eclesiástica "ordinaria", quedando en la categoría intermedia de "inquisidores ordinarios".
Los monarcas españoles continuaron durante todo el siglo XVI distribuyendo cédulas que les ordenaban a los obispos no cejar en su labor como inquisidores. Es el caso de la real cédula del 13 de julio de 1559, dirigida al arzobispo de Lima y a todos los obispos del Perú, para que si se hubiesen pasado a esos territorios "algunos hombres luteranos o de casta de moros o judíos, los castigasen".
En 1519, el cardenal Adriano de Utrecht, nueva cabeza de la Inquisición en España, designaba a los dos primeros comisionados especiales del Santo Oficio en el continente. Eran Alonso Manso, obispo de San Juan de Puerto Rico, y el fraile domínico residente en La Española, Pedro de Córdoba, más conocido por su defensa de los indígenas en causa común con Bartolomé de Las Casas. Ambos recibían el grado de "inquisidor apostólico general de Indias".
Pronto otros religiosos irían siendo designado como comisionados de la Inquisión, o "inquisidores apostólicos", con potestad de abrir investigaciones en lugares que apenas estaban siendo conquistados.

## Tribunales del Santo Oficio
A mediados del siglo XVI diversas autoridades eclesiásticas de América solicitaban a la corona la creación de tribunales de inquisición estables. Por ejemplo, en 1569 el fraile dominico que ejercía como obispo de Quito, Pedro de la Peña, argumentaba en carta a la corte que "tomaron licencia muchos para vivir con más libertad de la que el Santo Evangelio permite, ha habido y hay dada día cosas graves de blasfemias, doctrinas e interpretaciones de Sagrada Escritura y lugares della, libertades grandes en hablar cosas que no entienden, y a cada uno le parece que es doctor. Y como en lo temporal han tenido licencia para se atrever al Rey, en lo espiritual la toman para se atrever a Dios. Casados dos veces hay muchos, una en España y otra por acá; toman alas del favor que les dan algunos de los ministros de S. M., diciendo que por acá no se ha de usar del rigor en estas cosas que en esos reinos". El vicario de Tucumán agregaba en 1567: "estamos con temor (de que) no vengan estas provincias a ser peores que las de Alemaña (Alemania)".
Finalmente una cédula real del rey Felipe II dispuso en 1569 la creación de sendos tribunales de la Santa Inquisición, también llamados Tribunal del Santo Oficio, en Lima y la Ciudad de México. Estos tribunales tenían jurisdicción sobre los respectivos virreinatos y sus capitanías generales vecinas. La argumentación planteada por el decreto señalaba el temor a que la presencia de herejes y libros prohibidos en América —que de por sí podía constituir una "grande ofensa"— para evitar que pasen ideas diferentes de la línea oficial católica a esos territorios, que pudieran "pervertir" a los indígenas.
En Cartagena de Indias se estableció en 1610 otro tribunal, para aliviar la recargada responsabilidad de los dos anteriores. El cartagenero tuvo autoridad sobre los arzobispados de América Central y del norte de América del Sur, entre ellos Bogotá, Santo Domingo, Panamá, Santiago de Cuba, Santa Marta y Venezuela.

### Estadísticas de Henningsen-Contreras para el período 1540-1700
Los datos estadísticos más completos de la actividad de los tribunales inquisitoriales son los presentados por el historiador danés Gustav Henningsen y el español Jaime Contreras, recopilados a partir de las relaciones de causas enviadas por los tribunales locales al Consejo de la Suprema. El número de ejecuciones no contempla, en el caso de México, las de Hernando Alonso (1528), Gonzalo de Morales (1528) y Carlos Ometochtzin (1535), por ser anteriores al establecimiento del tribunal, y en el caso de Perú, no se contempla la ejecución de María Francisca Ana de Castro, por ser posterior a la fecha de su estudio (23 de diciembre de 1736).
| Tribunal                                                           | Número conservado de relaciones de causas (período 1540-1700) | Número de casos reportados en las relaciones de causas conservadas (período 1540-1700) | Número estimado total de casos (período 1540-1700) | Ejecuciones in persona reportados en las relaciones de causas conservadas (período 1540-1700) | Número real de ejecuciones in persona (período 1540-1700) |
| ------------------------------------------------------------------ | ------------------------------------------------------------- | -------------------------------------------------------------------------------------- | -------------------------------------------------- | --------------------------------------------------------------------------------------------- | --------------------------------------------------------- |
| Cartagena (establecida 1610)                                       | 62                                                            | 699                                                                                    | ~1.100                                             | 3                                                                                             | 3                                                         |
| Lima (establecida en 1570)                                         | 92                                                            | 1.176                                                                                  | ~2.200                                             | 30                                                                                            | 31                                                        |
| México (establecida en 1570)                                       | 52                                                            | 950                                                                                    | ~2.400                                             | 17                                                                                            | 38                                                        |
| América española (total)                                           | 206                                                           | 2.825                                                                                  | ~5.700                                             | 50                                                                                            | 72                                                        |
| Total (España + América + Canarias + Baleares + Cerdeña + Sicilia) | 1.531                                                         | 44.674                                                                                 | ~87.000                                            | 826                                                                                           | Al menos 1.080                                            |

### La Inquisición de Lima

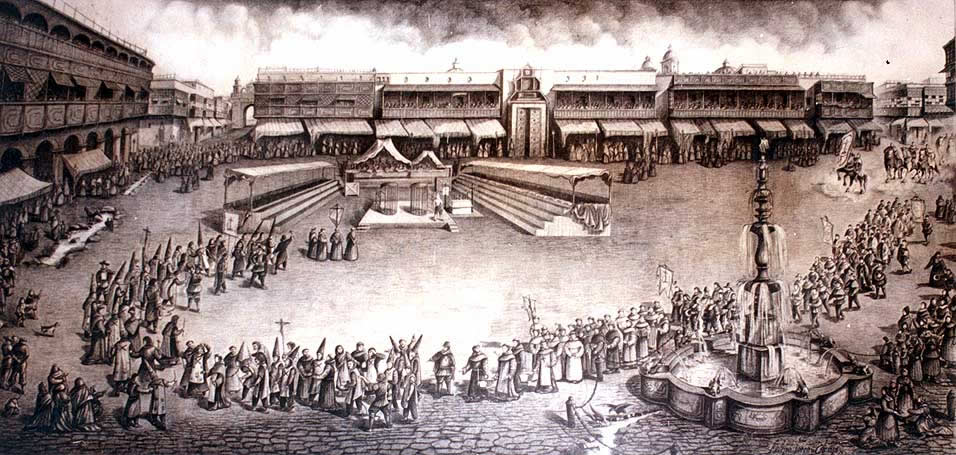
Celebración de un Auto de Fe en la Plaza Mayor de Lima.

#### Historia
Por recomendación del Virrey del Perú Francisco Álvarez de Toledo (1569-1581), fueron nombrados por el inquisidor general, cardenal de Sigüenza, como primeros inquisidores de Lima, Andrés de Bustamante y Serván de Cerezuela. El primero falleció en pleno viaje, cerca de Panamá, en junio de 1569. Con la sola presencia de Serván de Cerezuela, el 29 de enero de 1570, fue establecido en Lima el Tribunal de la Inquisición, mediante acto solemne, realizado en la catedral, con asistencia de las principales autoridades civiles y eclesiásticas.
Siguiendo el modelo español, además de inquisidores, fiscales y secretarios, cada distrito del Santo Oficio contaba con un sistema de alguaciles e informantes. Tras la acusación, los encausados podían presentar su defensa, pero, de acuerdo con el sistema penal de la época, la Inquisición tenía atribuciones para adoptar medidas cautelares, detención, que solía incluir tormento, antes de emitir su fallo. Las penas, según la gravedad, iban desde penitencias religiosas, multas, azotes, prisión, destierro y muerte.

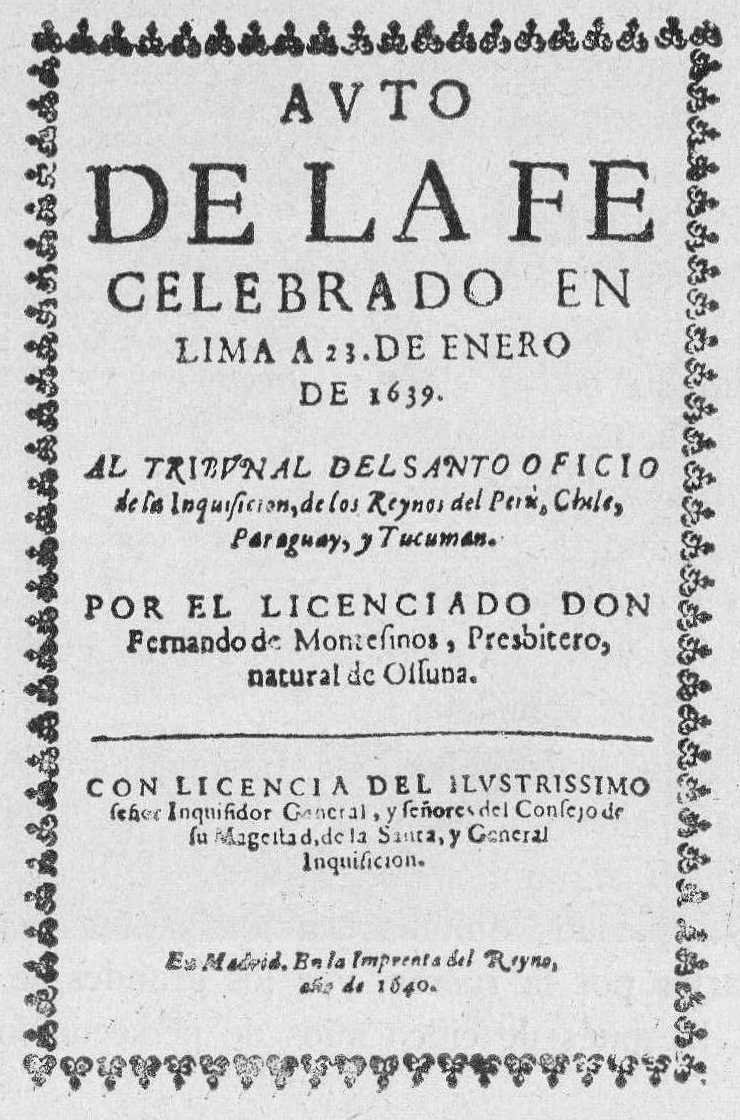
Anuncio de un Auto de Fe celebrado en Lima el 23 de enero de 1639.

En el local del Santo Oficio de Lima, ubicado en la actual plaza Bolívar, pueden verse las celdas de los detenidos que esperaban proceso y los artefactos empleados para obtener sus confesiones. El inquisidor Torquemada estableció en forma categórica que los reos no deberían sangrar ni sufrir lesiones. Se ideó entonces un sistema de tortura que buscaba dar dolor sin dejar mayores heridas. Tal fue el caso del "potro", tablero en el que se ataba al reo para que sufriese estiramiento de brazos y piernas; el castigo del agua, que lo obligaba a tragar agua en demasía y le impedía respirar; y la "garrucha", cordel atado a una polea que alzaba al prisionero desde los brazos, atados a su espalda, llevando un fuerte peso en los pies.

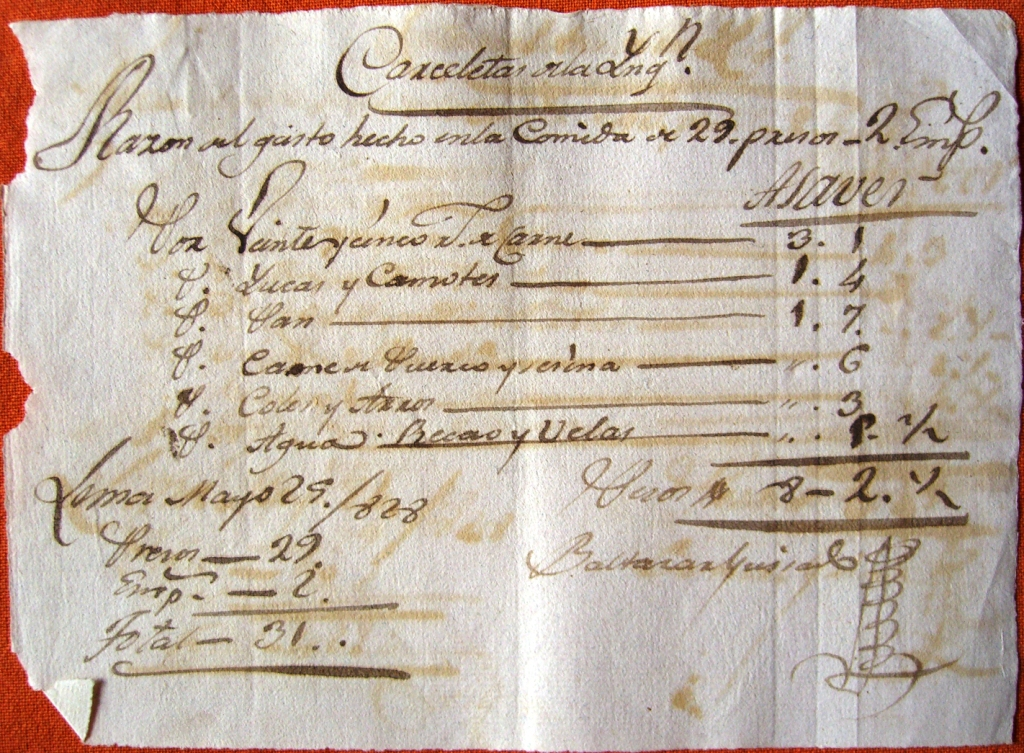
Registro contable ("razón") de los gastos de la Inquisición de Lima en la alimentación de 22 de sus prisioneros.

#### Estadísticas y resultados
Existen evidencias que muestran que la autoridad del Santo Oficio en América tuvo un accionar menos cruento que en España, aplicando la pena de muerte en menos ocasiones, en los hechos, sólo se aplicó a casos extremos de faltas contra la Iglesia y el Estado.[cita requerida] Fue más una policía política que una policía de la vida cotidiana. Las autoridades civiles y eclesiásticas ordinarias limitaron en la práctica muchas de las atribuciones del Santo Oficio, el cual, a su vez, encontró en las acusaciones que no concluían en sentencia una fuente de enriquecimiento. Tal fue el caso, entre otros, del inquisidor Pedro Ordónez Flórez (1594-1611), quien dejó el Perú con una fortuna patrimonial de 184.225 pesos. Es posible que el Tribunal haya sido odiado por el pueblo más por su presencia prepotente que por su efectivo rigor en la represión de las costumbres.
Durante las primeras décadas del tribunal limeño (1569-1600), fueron condenados a muerte y ejecutados 13 reos; luego (1601-1640) fueron ajusticiados 17, y a partir de entonces sólo hubo un caso en 1664 y otro en 1736. De estas 32 víctimas, 23 fueron procesadas por judaizantes, 6 por protestantes, 2 por explícita herejía y un caso de "alumbrado" o falsa santidad. Luego hay 3 judaizantes "quemados en huesos y estatuas", esto es, ya fallecidos (entre 1625 y 1639), y 14 "quemados en estatuas" por ausencia (1605 y 1736).
Los ajusticiados por ser luteranos, salvo el caso de Mateo Salado (ultimado en la hoguera el 15 de noviembre de 1573), fueron en su mayoría piratas capturados en actos de guerra, como John Butler y John Drake (sobrino del célebre corsario Francis Drake). Francisco de la Cruz (ajusticiado el 13 de abril de 1578), el único caso de sentencia por "alumbrado", destaca por haber sido teólogo con estudios en Valladolid y rector de la Universidad Nacional Mayor de San Marcos de Lima; sus postulados heréticos incluían el cuestionamiento del sistema monárquico.

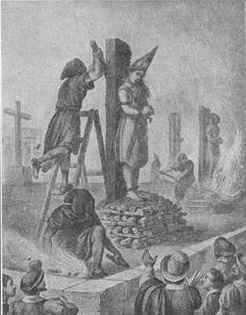
Ejecución de Mariana de Carvajal (judía conversa), Ciudad de México, 1601.

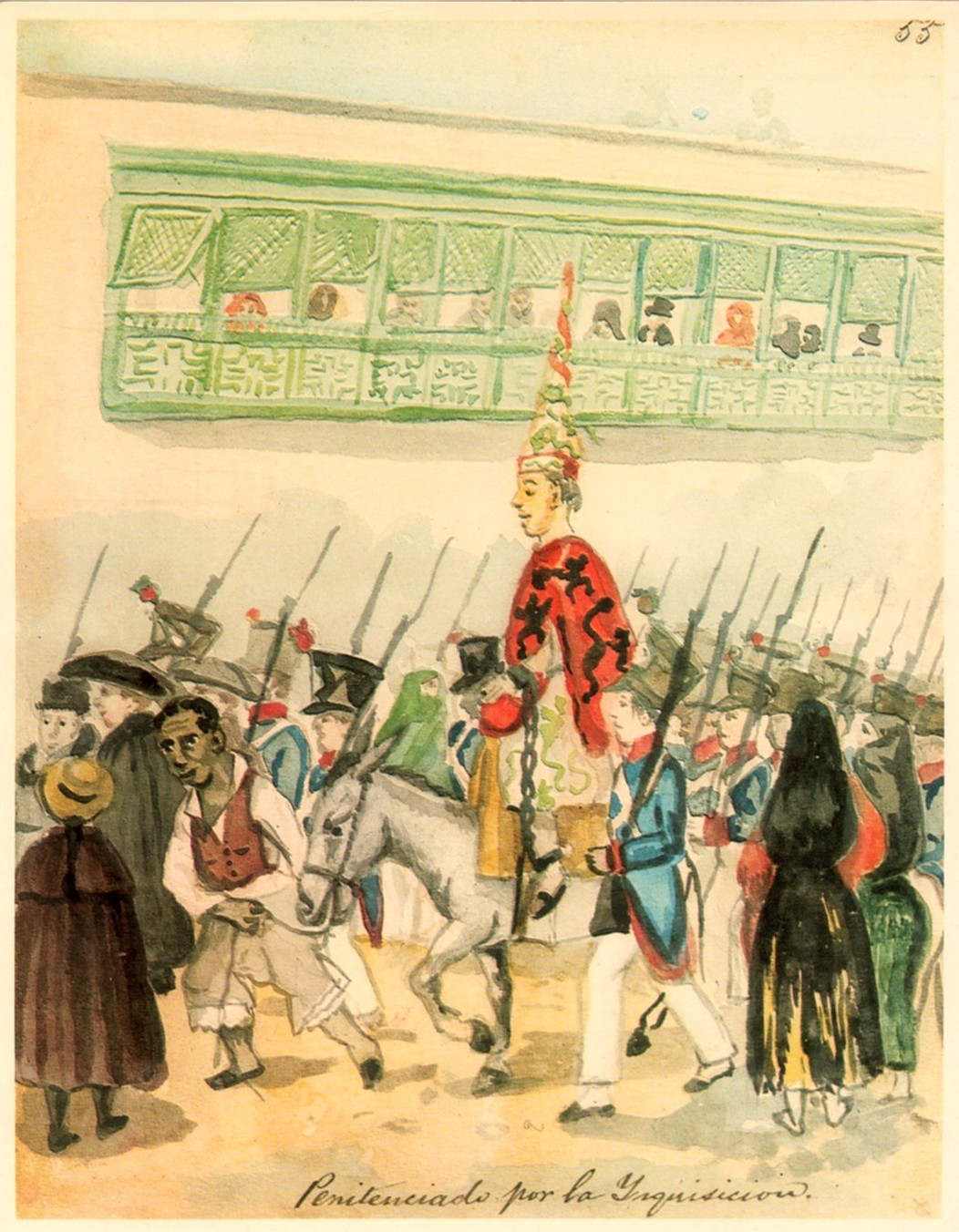
La Inquisición peruana, basada en Lima, finalizó en 1820. Acuarela de Pancho Fierro.

El bulto o mayor porcentaje de los procesos inquisitoriales tenía que ver con comentarios personales denunciados por la red de delatores del sistema. En este último sentido, lo más común es encontrar en los archivos de todas las ramificaciones de la Inquisición en América investigaciones sobre todo tipo de afirmaciones dichas en conversaciones casuales. Como por ejemplo la causa seguida contra un vecino de Santiago de Chile, Joan de Barros, procesado por comentar a un amigo que Dios no le "podía hacer más mal ni darle mayores penas en esta vida" que la reciente muerte de su esposa. Una afirmación supuestamente herética, debido a la creencia católica de que Dios todo lo puede. O es el caso de Pedro Ramírez, un vecino de Chiloé, era procesado por haber opinado que la "fé sin la caridad era cosa muerta y que ambas virtudes eran lo mismo". Numerosos otros procesados fueron interrogados por utilizar refranes populares españoles de la época, de pretendidos alcances blasfemos, como: "en este mundo no me veas mal pasar, que en otro no me has de ver penar". Incluso se abrían un número rutinario de investigaciones en contra esclavos negros que maldecían o blasfemaban mientras eran azotados.
La mayoría de este tipo de causas (salvo la notoria excepción de las seguidas contra los esclavos), reportaban abundantes beneficios económicos al tribunal y la red de informantes designados por él, por cuanto el acusado en el mejor de los escenarios debería pagar las costas del juicio a sus acusadores. Pero lo normal es que el procesado fuera sometido a multas mayores o al secuestro de todos sus bienes.
Respecto de la población indígena, la Inquisición fue excluida en las primeras décadas del siglo XVI de abrir juicios contra ella por idolatría o brujería, por el criterio imperial español de considerarse a los indígenas -más que herejes- neófitos en el cristianismo, quedando esos asuntos bajo la directa jurisdicción de los cabildos y en la práctica, sometidos al arbitrio inmediato de los encomenderos.
Por otro lado, es curioso que existe cierto número de procesos que contienen acusaciones contra españoles relacionadas con malos tratos a sus encomendados, siempre que contuvieran un trasfondo religioso doctrinal. Es el caso, por ejemplo, de un juicio seguido en 1569 en la Villa de La Plata (actual Sucre, Bolivia, entonces dentro de la jurisdicción del tribunal de Lima), en contra del gobernador de Tucumán, Francisco de Aguirre, a quien entre sus muchas acusaciones se sumaba la de haber afirmado tener la potestad de dispensar a los indígenas del descanso del domingo y los feriados religiosos, para poder de esta manera mantenerlos trabajando.
En las últimas décadas del siglo XVIII, durante el mandato del virrey José Fernando de Abascal y Sousa (1806-1816), el Santo Oficio tuvo entre ojos a los lectores de literatura anticlerical y antimonárquica. Fueron detenidos y amonestados, entre otros Manuel Lorenzo de Vidaurre, Joaquín de Larriva y José Baquíjano y Carrillo, culpables de leer a Rousseau y Montesquieu. En la decadencia del Santo Oficio, en 1818, el Segundo Piloto del Virreinato del Perú y Director de la Academia Real de Náutica de Lima, Eduardo Carrasco (1779-1865), salió bien librado de una acusación ante el Tribunal por poseer en su biblioteca libros de los enciclopedistas franceses.
La Inquisición fue abolida por decreto de las Cortes de Cádiz, el 22 de febrero de 1813. El virrey Abascal hizo lo propio con la Inquisición de Lima, el 30 de julio de ese año. Al permitirse al público de Lima visitar dicha sede el 3 de septiembre de 1813, ocurrió un tumulto vandálico que destruyó enseres y parte de los archivos.
En 1814, cuando el rey Fernando VII de la Casa de Borbón (1813-1833) fue restablecido en el trono, se dispuso que volviese a funcionar el Santo Oficio, dedicado sobre todo a perseguir la difusión de literatura liberal, pero su existencia fue más nominal que efectiva, hasta su definitiva abolición en 1820.

### La Inquisición de México (Nueva España)
La institución de la Inquisición fue destinada a la protección de la fe católica durante los siglos XV, XVI y XVII y veló por la defensa de las creencias religiosas y sociales de la época, procurando normas de conducta que regirían la vida en la Nueva España.

#### La conquista espiritual
Los españoles llevaron a América la tradición ya que esta era la religión de su patria con el conjunto de ideas, sentimientos y costumbres que la integraban. Los agustinos se esforzaban por iniciar a los indígenas al catolicismo por medio de la oración mental que ellos mismos enseñaban y principalmente a los niños. Los indios debían disfrutar de un régimen eclesiástico separado, dirigido por frailes ajenos al afán de riqueza y de honores y no por obispos o clérigos de espíritu mundano. 

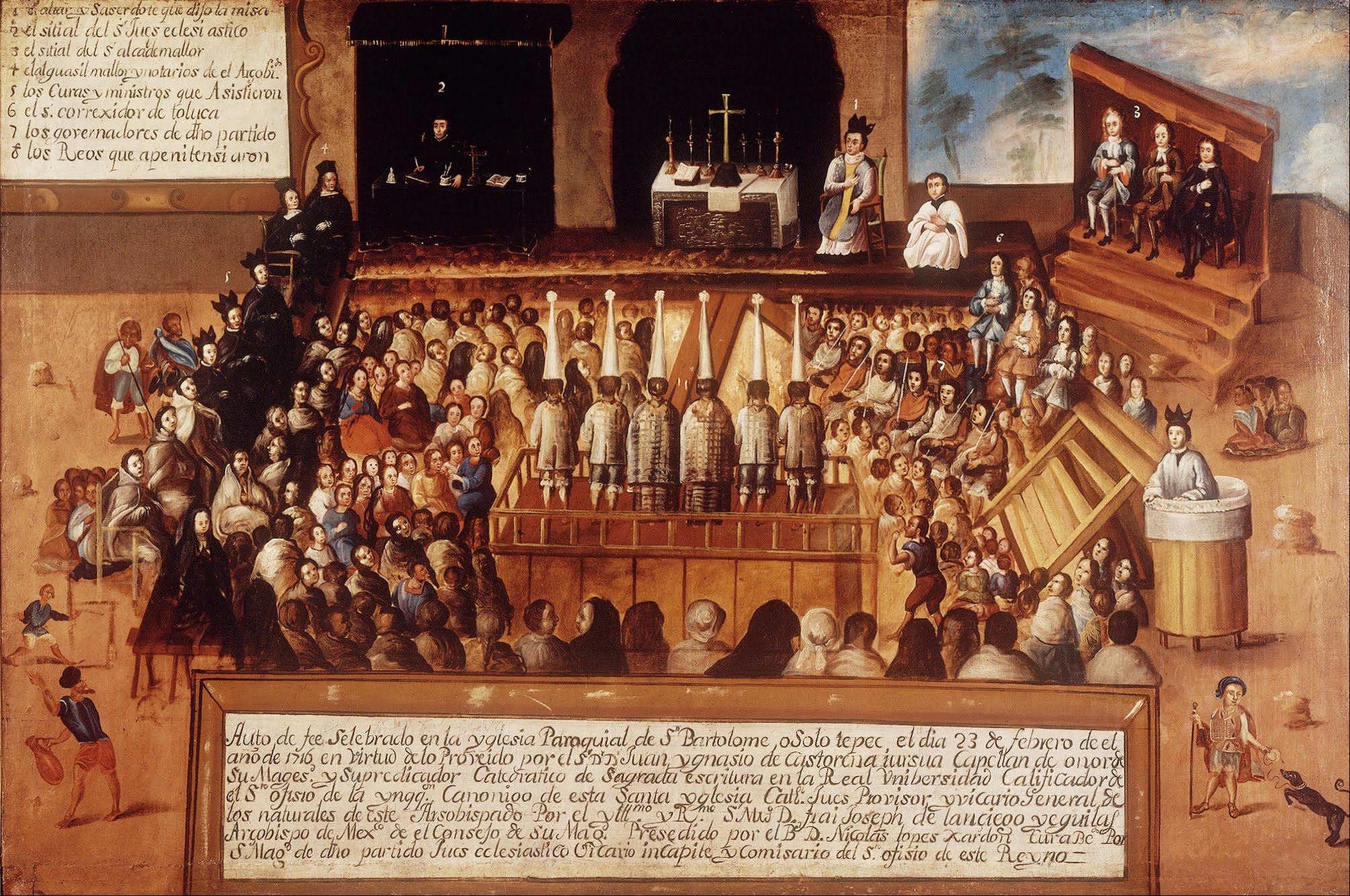
Un auto de fe en el pueblo de San Bartolomé Otzolotepec, Museo Nacional de Arte, México.

Conquista, fundación y organización fueron obras de las ordenas mendicantes, independientemente del episcopado, cuya autoridad se limitaba en los privilegios pontificios dados al clero regular. Los franciscanos eran personas menos teólogas y teorizantes, que habían sacado ideas solo por luz divina de su experiencia y por un sentimiento de caridad fraterna. Poco después de la llegada de los primeros franciscanos en 1524, fue establecida la jerarquía en la Nueva España. En 1526 se instituyó la diócesis de Tlaxcala y al fin de 1527 el franciscano fray Juan de Zumárraga era presentado como obispo y arzobispo de la sede de Nueva España y fue fechada metropolitana en 1548 antes de morir Zumárraga (Moreno. Et, al., 1966)
La obsesión de la idolatría y la herejía llegó a ser tan dominante en algunos misioneros que se les hizo sospechoso todo cuanto tuviera que ver con la civilización del paganismo, así mismo, los estudios de las creencias, usos y costumbres e instituciones sociales de los nativos; fue la vida intelectual y las lenguas que le servían de vehículo. Fue así como empezó una tendencia adversa de tres órdenes, sostenidas por las autoridades eclesiásticas y civiles, ejemplo de esto fue el arzobispo Montufar era presa de esa obsesión. Felipe II prohibió que se escribiera acerca de las costumbres de los indios, prohibió la traducción de textos sagrados al lenguaje de los indígenas y todas obras escritas por franciscanos; fray Alonso Montufar, encargado de las funciones de inquisidor antes del Santo Oficio formalmente prohibió la venta de estas obras y mando a recoger todos los volúmenes (Ricard. et. al., 1986) 
Desafortunadamente las autoridades religiosas destruyeron desde la conquista, un sinnúmero de códices porque para ellos eran obras diabólicas, así pues, en 1531 la reina escribía a la casa de Contratación de Sevilla lo siguiente: 
“Estoy informada de que llegan a las nuevas tierras numerosos libros en castellano de historias varias y profanas. Es un ejercicio nefasto para los indios, no es bueno que se dediquen a ello. Como consecuencia os ordeno que prohibáis a cualquiera que introduzca en las Indias y los demás habitantes de estos lugares se ejerzan en su estudio” (Testas. et. al., 1970).

#### La Inquisición monástica
Al término de la conquista, en 1521, se inicia con los procesos inquisitoriales en la América hispánica, con la condena del nativo Marcos de Alcoahuacán, que fue acusado de concubinato, éste fue Juzgado por los clérigos que acompañaban a Hernán Cortés, conforme a la bula papal Alias Felicis de 1521 en la cual los frailes sustituían a los obispos en sus funciones episcopales, si alguna diócesis quedaba a más de dos días de distancia. Hasta que en 1524 llega Martín de Valencia con un grupo de frailes franciscanos, con amplios poderes inquisitoriales debido a la nueva bula papal Exponi nobis de 1522.
Martín de Valencia en 1524, durante su escala en la isla La Española, rumbo a la Nueva España, fue designado por el aún vivo fraile Córdova como inquisidor apostólico para México. Pero el propio Valencia que, de acuerdo a la crónica de Antonio de Remesal, había actuado con extremada prudencia en sus funciones, terminó por inhibirse de seguir ejerciendo el cargo cuando llegaron los primeros frailes dominicos a tierras mexicanas. Esto, en vista de que por costumbre se entendía que el oficio de inquisidor era propio de la orden dominica, desde que el mismo fundador de la orden, Domingo de Guzmán, participara activamente en los primeros procesos y persecuciones inquisitoriales del siglo XIII en contra de los cátaros.
En el año de 1526 la Audiencia de Santo Domingo confiere el cargo de primer comisario al fraile dominico Tomás Ortiz.
En octubre de 1528 se realizó el primer auto de fe en México, en el que fueron quemados Hernando Alonso y Gonzalo de Morales, acusados de herejía, convirtiéndose en las primeras víctimas de la institución en tierras americanas. Otros muchos reos fueron sometidos a humillaciones y penas menores en la ocasión, pero la ceremonia no está bien documentada.

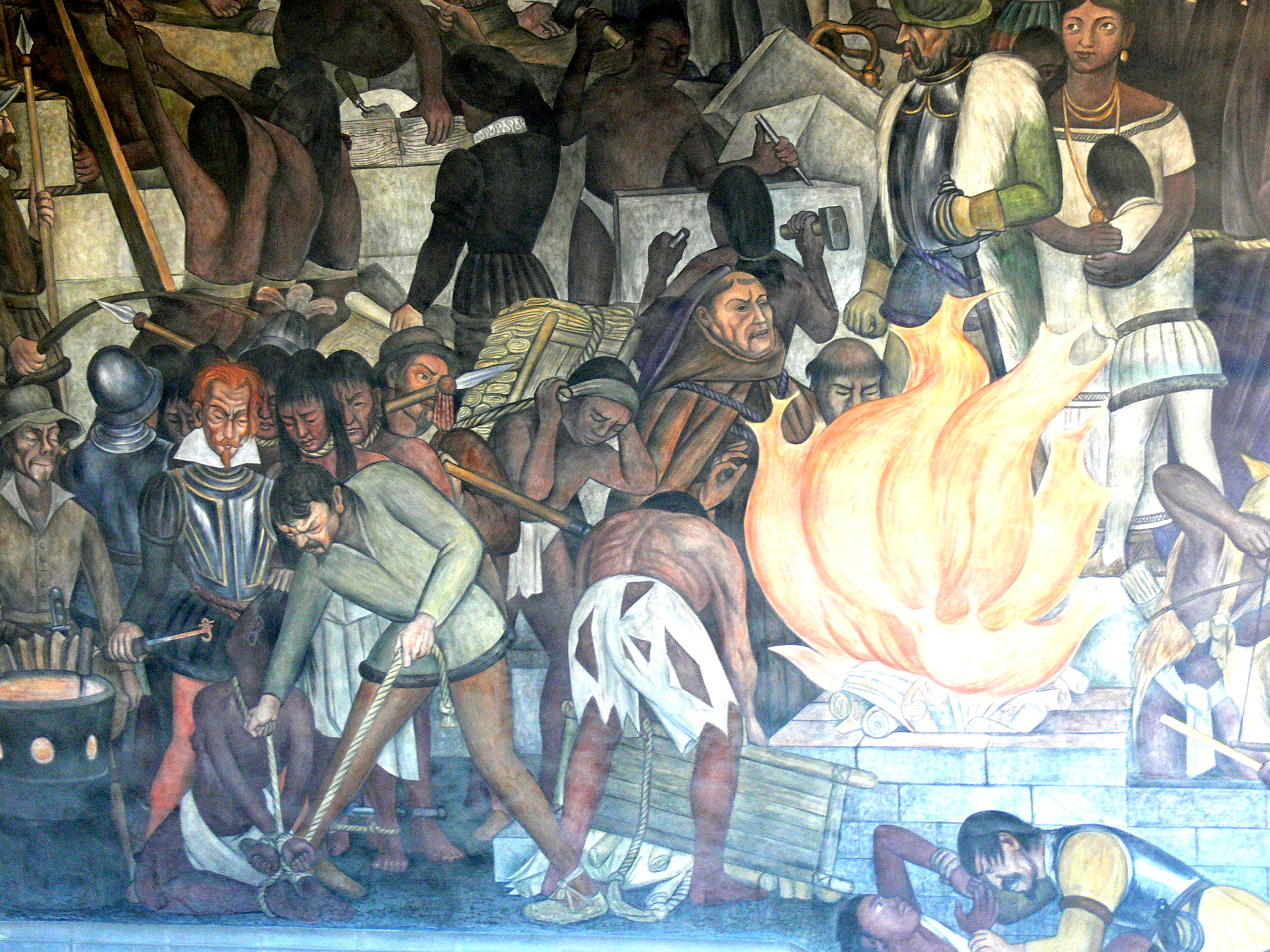
"Quema de literatura maya por la Iglesia católica" mural de Diego Rivera.

En 1535 el inquisidor general de España, Alonso Manrique, nombró como inquisidor apostólico de México al obispo local, fray Juan de Zumárraga, otorgándole poderes y fondos para establecer una sede del tribunal en su obispado. Zumárraga no actuó en este sentido, limitándose a celebrar un auto de fe y condenar a un cacique principal de Texcoco (Carlos Chichimecatecotl) a la hoguera, acción que le valió una posterior reprensión de Manrique, debido a que los indígenas debían ser tratados más como neófitos que como herejes, lo que influyó en la posterior separación de la institución respecto a la jurisdicción de temas sobre los nativos americanos.
Zumárraga y otros inquisidores de esta época también realizaron diversos autos de fe en los que se procedió a la quema masiva de los códices prehispánicos de Mesoamérica, a lo que se atribuye la casi completa desaparición de este tipo de textos, que los inquisidores llamaban "libros de hechicerías". Especialmente célebre es el auto de fe de Maní, dirigido por el franciscano Diego de Landa, inquisidor apostólico de Yucatán, proceso en el que fue llevada a la hoguera una gran cantidad de textos y figuras de culto de la cultura maya.

#### El Tribunal del Santo Oficio

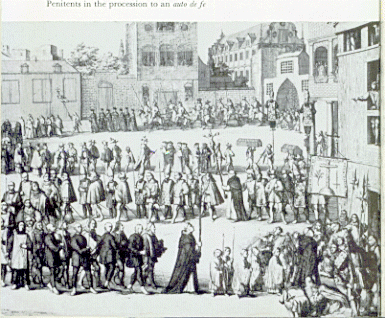
Celebración de un auto de fe en el zócalo de la Ciudad de México.

Para la protección de la fe, fue establecido el 2 de noviembre de 1571, en la Ciudad de México, el Tribunal del Santo Oficio, que tenía jurisdicción sobre todo el virreinato de la Nueva España, confiriéndole el cargo de primer inquisidor a Pedro Moya de Contreras, nombrado directamente por el obispo de Sigüenza e inquisidor general de España
El primer auto de fe del Tribunal del Santo Oficio de la Nueva España se realizó a principios de 1574 en la Ciudad de México. El Cabildo de la ciudad estaba conformado por Juan Vázquez y Nuño de Chávez, alcaldes; Juan Velázquez de Salazar, D. García de Albornoz, Jerónimo López, regidores; y Antonio Delgadillo, alguacil mayor, y ya que el Santo Tribunal se preparaba convenientemente, tenía las cárceles provistas de judíos, luteranos, brujas, hechiceros, bígamos y otros herejes.
El 28 de febrero, los reos desayunaron vino y rebanadas de pan frito con miel, y al terminar salieron de las cárceles del Santo Oficio. Iban caminando separadamente con su propio sambenito, "soga al cuello y en la mano una gran vela verde apagada", y acompañados por dos españoles, uno de cada lado que los custodiaba.

### La Inquisición Portuguesa en Brasil

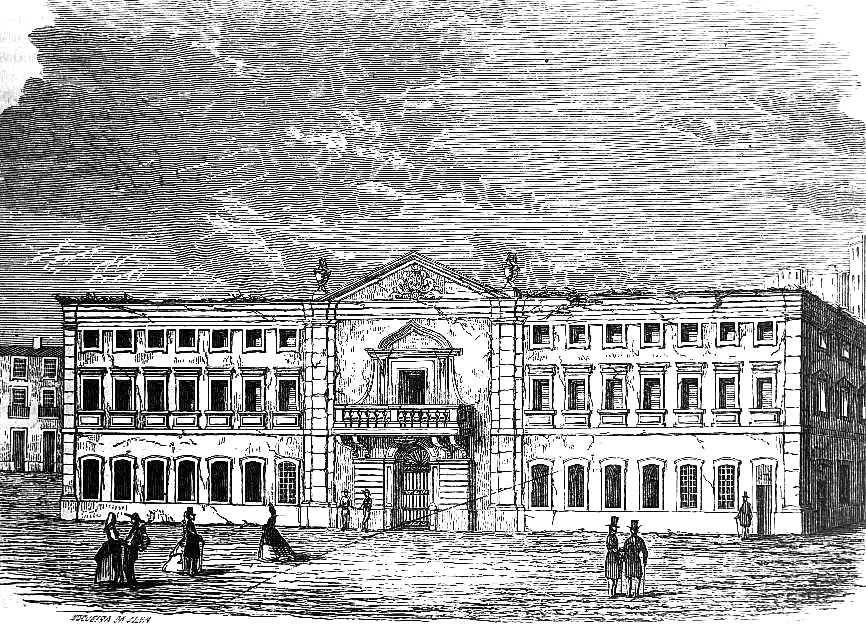
La sede central de la Inquisición Portuguesa en Lisboa, o Palacio dos Estaús, que además de albergar los procesos locales era el tribunal responsable de las colonias portuguesas del Atlántico (Brasil, África Occidental y posesiones insulares).

Respecto de Brasil, desde inicios de la conquista del territorio los jesuitas solicitaron reiteradamente la instalación de un tribunal de la Inquisición Portuguesa (creada en Portugal a imitación de la española), para luchar contra las creencias de los nativos y la eventual prédica luterana de navegantes de otros países europeos. Finalmente se intentó establecer una sede en Bahía a fines del siglo XVI, durante el episcopado de Antonio Barreiros, pero el tribunal de Lisboa se reservó la jurisdicción, negándose a la existencia de una nueva "mesa de inquisición". 
De manera que Brasil (a partir de la "visita" realizada entre 1591-1595) fue recorrido en diversas oportunidades por misiones de "visitadores inquisitoriales", enviados o designados desde la metrópolis. Aunque, en los hechos, las funciones de la Inquisición a veces también fueron ejercidas por los obispos locales, dando pie a disputas sobre competencia y atribuciones. Estas "visitas", como la segunda realizada a Brasil (1618 a 1620), precipitaron la migración circunstancial de cristianos nuevos y judíos portugueses hacia los territorios americanos dependientes de España, donde a su vez la Inquisición Española terminó procesando un elevado porcentaje de portugueses. 
En la primera mitad del siglo XVII la Corona portuguesa intentó nuevamente, instalar una sede en Río de Janeiro (1639) para controlar las incursiones de los bandeirantes paulistas sobre las misiones jesuitas del área del Río de la Plata, que entraban en el territorio español, aunque esta iniciativa finalmente no prosperó
La actividad inquisitorial en Brasil fue lo suficientemente activa como para que en un momento se temiera que pudiera interferir en la prosperidad del territorio, por lo que la monarquía refrenó el "entusiasmo azucarero" de los inquisidores.